# Batalha de San Jacinto
A Batalha de San Jacinto, foi travada em 21 de abril de 1836, dias atuais Condado de Harris, Texas, foi a batalha decisiva da Revolução do Texas. Liderado pelo general Sam Houston, o exército texano derrotou o exército mexicano do general Antonio López de Santa Anna, em uma luta que durou apenas 18 minutos. Cerca de 630 dos soldados mexicanos foram mortos e 730 capturados, enquanto apenas 9 texanos morreram.
Antonio López, o presidente do México, foi capturado no dia seguinte e mantido como prisioneiro de guerra. Três semanas mais tarde, ele assinou o tratado de paz que ditou que o exército mexicano a deixar a região, abrindo o caminho para a República do Texas para se tornar um país independente. Estes tratados não especificamente reconheceram o Texas como uma nação soberana, mas estipulou que Antonio López era fazer um começo para tal reconhecimento na Cidade do México. Sam Houston tornou-se uma celebridade nacional, as frases "Lembre-se de Alamo!" e "Lembre-se de Goliad!" ficaram gravadas na história do Texas e da lenda.

## Antecedentes

### Colonização
Durante os primeiros anos da independência mexicana, numerosos imigrantes americanos tinham estabelecido no Texas Mexicano, em seguida, uma parte do estado de Coahuila y Texas, com o incentivo do governo mexicano.

### Turbulência política e guerra civil
Em 1835, eles se rebelaram contra o governo mexicano de Antonio López, porque ele revogou a constituição democrática de 1824, dissolveu o Congresso do México e legislaturas estaduais, e afirmou controle ditatorial sobre a nação. Depois de capturar postos militares e derrotar as guarnições do exército mexicano na área, os texanos dirigiram as forças mexicanas restantes do Texas depois de um cerco e um grande confronto em San Antonio. Texanos, em seguida, formaram um governo provisório e redigiu a Declaração de Independência.
Centenas de voluntários dos Estados Unidos se dirigiram para a República nascente do Texas para ajudar na sua busca por independência. Dois regimentos completos destes voluntários foram organizados em breve para aumentar o exército texano regular. Outros voluntários (incluindo colonos Tejano e Texian) organizados em sociedades para defender lugares que podem ser alvos de intervenção mexicana.
Alguns dos voluntários americanos em San Jacinto incluídos os Kentucky Rifles, uma sociedade criada em Cincinnati e norte do Kentucky por Sidney Sherman, e uma das poucas unidades da milícia texana com uniformes formais. Os New Orleans Greys, outra sociedade criada nos Estados Unidos, lutou na Batalha do Álamo, servindo sob um oficial regular do Exército Texiano, enquanto outras duas sociedades de Alabama (um de cada de Huntsville e Mobile) lutaram em Goliad.

### Resposta mexicana
Em 1836, Antonio López liderou uma força de cerca de 6 000 mexicanos para o que é agora é o Texas para acabar com a insurreição. Ele entrou pela primeira vez em San Antonio de Béxar e, depois de um cerco de 13 dias, derrotou forças texanas em 6 março de 1836 no Alamo. A ala direita da ofensiva de Antonio López, sob o general José de Urreaderrotou, capturou e executou os sobreviventes de uma segunda força perto de Goliad.
Antonio López ordenou que os prisioneiros de Goliad fossem executados em 27 de março, Domingo de Ramos. General Urrea resistiu às ordens, em primeira e enviou uma mensagem especial para Antonio López para confirmar a ordem, que Antonio López havia mantido. Após a concessão de indulto aos prisioneiros de guerra que se tinham se rendido, Urrea abordou o problema de como executar mais de 300 prisioneiros. Para fazê-lo, aqueles que foram capazes de caminhar foram informados de que eles estavam sendo levados sob escolta para um novo local. À medida que os prisioneiros estavam sendo conduzidos pela estrada em três colunas, entre duas linhas de guardas, os soldados mexicanos abriram fogo. 303 prisioneiros texanos, 28 escaparam, dos quais seis foram capazes de informar a milícia de Sam Houston. Dos restantes 40 texanos que foram incapazes de caminhar, de 39 foram baleados e mortos no forte. Esta execução de 342 prisioneiros de guerra tornou-se conhecido como o massacre de Goliad. Na Batalha de San Jacinto, ambos os gritos de "Lembre-se de Alamo!" e "Lembre-se de Goliad!" foram ouvidos. O forte onde foram executados os presos, hoje em excelente reparação, é o melhor exemplo de um forte mexicano nos Estados Unidos. Ele é chamado de Presidio La Bahía e é perto de Goliad, Texas.

### Resposta texana
Soldados e milicianos tinham novamente reunidos em Gonzales. Coronel James Clinton Neill tinha tomado conta e começou a organizar as tropas. Houston chegou logo ao comando do que era agora o principal exército texana assumido. Buscando uma posição mais defensável, ele lentamente se retiraram para o leste. Para o presidente David G. Burnet, nenhum admirador de Houston, Houston parecia disposto a lutar contra o seu perseguidor, apesar das ordens freqüentes de Burnet para Houston para o fazer. Colonos texanos de Houston aviam vaiado enquanto ele passava, e seus oficiais ameaçaram o comando para aproveitar. Houston em resposta disse que iria atirar em quem tentasse. Preocupado que o exército mexicano foi se aproximando rapidamente controlando, Burnet e o governo do Texas abandonou a capital provisória em Washington-on-the-Brazos e mudou-se para o Golfo do México, restabelecendo funções governamentais-chave em Harrisburg e, posteriormente, em Galveston. Em seu velório, milhares de colonos em pânico (ambos Tejano e Texian) fugiram em que ficou popularmente conhecido como o "Runaway Scrape".
Houston, inicialmente, foi em direção ao Rio Sabine, na fronteira com os Estados Unidos, onde um exército Federal sob o General Edmund P. Gaines estavam reunidos para proteger a Louisiana se Antonio López decide invadir os Estados Unidos. No entanto, logo se transformou em Houston sudeste em direção a Harrisburg.
Após a batalha do Alamo, quando ainda estava em Béxar, Antonio López tinha inventado o seu plano em três frentes, perseguindo o exército de Houston diretamente a partir do centro, com flancos para o norte e sul. No entanto, em meados de abril, Antonio López abandonou o plano em uma tentativa de capturar o governo fugitivo do Texas em Morgan's Point, cerca de meio dia de marcha a seguir de  Lynch’s Ferry. Antonio López conduziu pessoalmente uma coluna de piquetes de cerca de 900 soldados, mas não conseguiu encontrar os procurados líderes. Em 20 de abril, ele então em contra-marchando a direção de Lynch’s Ferry, onde o exército de Houston estava, naquela manhã, estabeleceu uma posição na mata junto à confluência do Rio San Jacinto e Buffalo Bayou. Antonio López começou a montar o acampamento e as defesas em um gramado de 914 m abaixo da posição dos texanos.

## Prelúdio para a batalha
Acreditando Houston para ser conquistado, Antonio López decidiu descansar seu exército em 19 de abril e atacar em 22 de abril.
Em 20 de abril, as patrulhas texanas e mexicanos se enfrentaram em New Washington. Antonio López sabia que Houston estava por perto e enviou um olheiro para a floresta para encontrar seu exército. O coronel James C. Neill comandou as "irmãs gêmeas" durante a batalha e enviou os mexicanos prontamente em retirada, poupando os texanos da descoberta. Neill ficou gravemente ferido quando um fragmento de bala pegou no quadril. James C. Neill foi então substituído por George Washington Hockley. Capitão mexicano Urizza também foi ferido.
Na tarde de 20 de abril, o coronel Sidney Sherman, acompanhado por um destacamento de cavalaria, infantaria contratou os mexicanos, quase trazendo em alguma ação principal quando eles formaram um contra-atacados pelos lanceiros mexicanos. Capitão Jesse Billingsley veio em seu auxílio e de todo o regimento do coronel Burleson prontamente juntou. Os mexicanos foram repelidos e Houston chamado para os texanos a cair para trás. Dois texanos ficaram feridos, Walter P. Lane e Olwyn J. Trask (que morreu mais tarde), com vários cavalos também foram mortos. Mirabeau B. Lamar, de Georgia (um futuro Presidente da República do Texas), realizada tão bravamente, primeiro salvando Thomas J. Rusk e mais tarde Walter P. Lane (com a ajuda de Henry Karnes), ele foi promovido a coronel e colocado no comando da cavalaria.
Na manhã de 21 de abril, Antonio López recebeu cerca de 500 reforços sob o general Martín Perfecto de Cos. Sua força total agora se aproximou de 1 400 homens. Antonio López postou Cos à sua direita, perto do rio, e postou sua última artilharia no centro, erguendo uma de cinco metros de altura barricada de pacotes e bagagens como proteção construídas às pressas para sua infantaria. Ele colocou a cavalaria veterana em seu flanco esquerdo e recostou-se para planejar o ataque do dia seguinte.
Ao meio-dia em 21 de abril, Houston realizou um conselho de guerra. Versões Pro-Houston da reunião dizem que a maioria de seus oficiais favorecido à espera de eventual ataque de Antonio López. A conferência permaneceu por duas horas. Houston, no entanto, decidiu em favor de seu próprio ataque surpresa naquela tarde, preocupado que Antonio López pode usar o tempo extra para se concentrar seu exército disperso. Mais do ataque viria sobre a terra aberta, onde a infantaria texana estaria vulnerável a tiros mexicanos. Ainda mais arriscado, Houston decidiu flanquear os mexicanos com sua cavalaria, esticando suas tropas ainda mais finas. No entanto, Antonio López cometeu um erro fundamental, durante o seu exército sesta à tarde, ele não conseguiu postar sentinelas ou escaramuçadores em torno de seu acampamento.
O 900 homens de exército texano estavam pronto para enfrentar o inimigo. Houston, instado pelo Secretário de Guerra Thomas J. Rusk, que tinha pego com a milícia para consultar com Houston por insistência do Presidente Burnet, começou a ação. Ás 03h30, Houston tinha formado seus homens em linhas de batalha para o ataque iminente, exibido a partir de vista mexicana por árvores e por um olheiro no cume que corria em toda a pradaria aberta entre os exércitos inimigos. Fracasso de Antonio López para postar corretamente vigias provou fatal para suas chances de vitória.

## Batalha

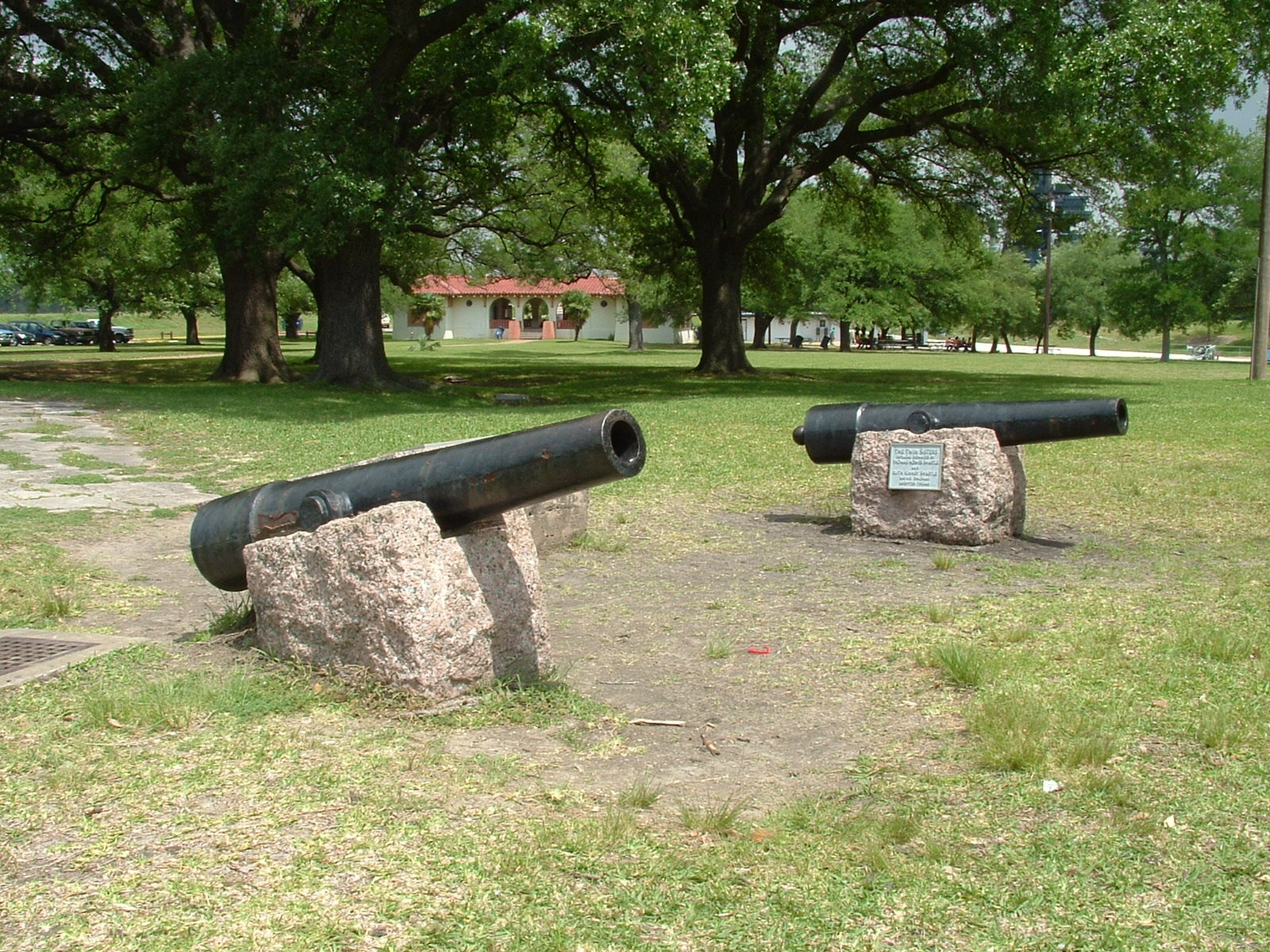
"Irmãs Gêmeas" (replicas): Um presente do povo de Cincinnati, as armas originais foram vistas pela última vez em 1865.

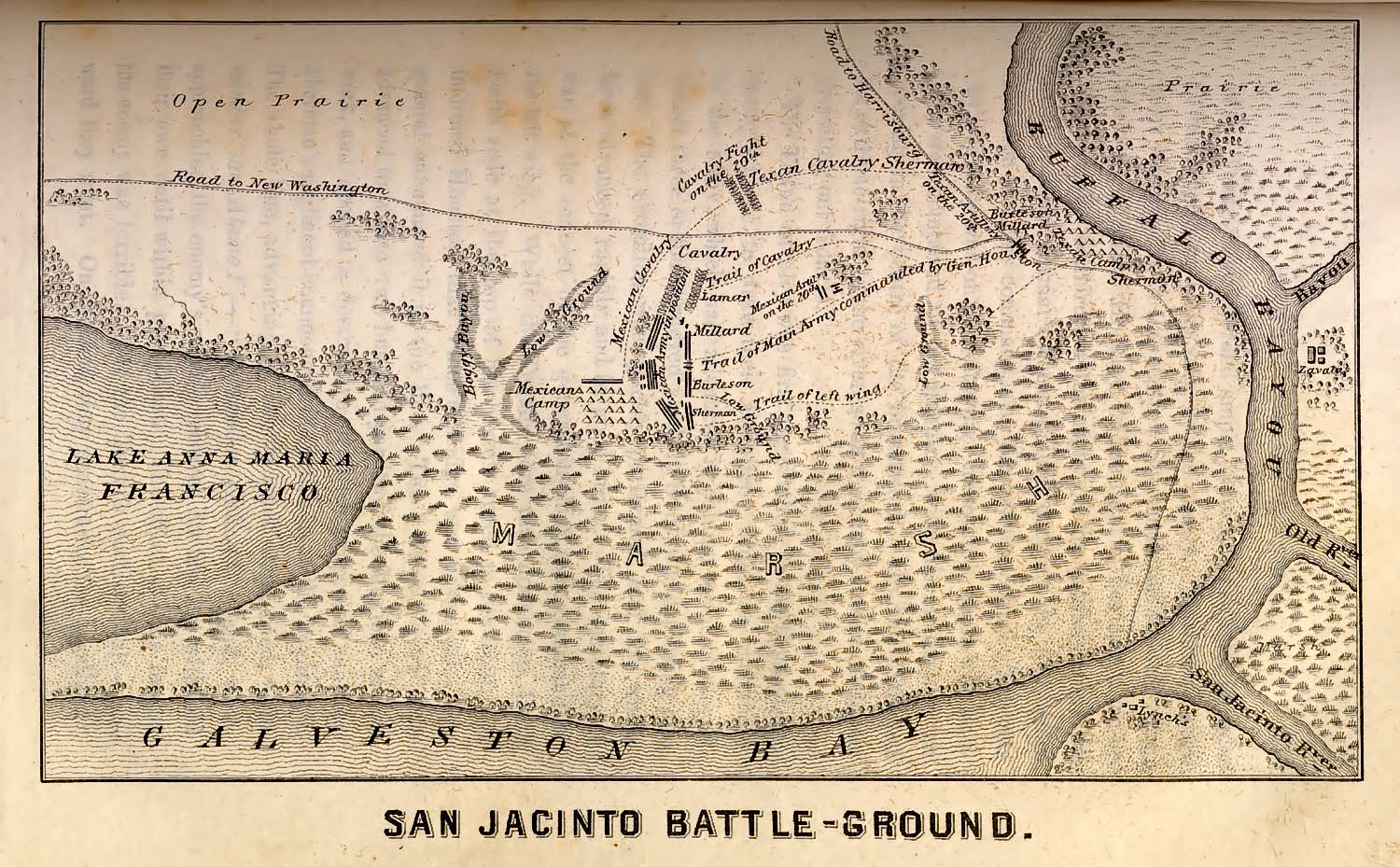
Mapa da Batalha de San Jacinto.

Às 4:30 em 21 de abril, o batedor Deaf Smith anunciou o incêndio da ponte de Vince, que cortou a única via de reforço e retira para ambos os exércitos, sem ter que como atravessar as águas com mais de 3 m de profundidade. A linha de batalha principal dos texanos avançou com a sua abordagem exibido pelas árvores e terra subindo. Emergindo da floresta, foi dada a ordem para "avanço" e começou a tocar a música popular "Você virá para o pavilhão tenho sombra para você?" General Houston conduziu pessoalmente a infantaria, postando o 2º Regimento de Voluntários do coronel Sidney Sherman, juntamente com os homens de Juan Seguín em seu canto esquerdo, com 1º Regimento de Voluntários do coronel Edward Burleson próximo na linha. No centro, dois pequenos canhões de bronze (ou ferro) sem estrias, peças de artilharia (doados por cidadãos de Cincinnati, Ohio), conhecida como "irmãs gêmeas", foi levada para a frente, sob o comando do major George Washington Hockley. Eles foram apoiados por quatro sociedades de infantaria sob o capitão Henry Karnes. Regimento de frequentadores do Texas do coronel Henry Millard composta vindo da direita. Para a extrema direita, Texas tinha 61 cavalarias em recém-promovidas do coronel Mirabeau B. Lamar planejava ir no flanco esquerdo dos mexicanos.
A milícia texana moveu-se rapidamente e silenciosamente através da planície alta de grama, e então, quando eles estavam apenas algumas dezenas de metros de distância, através do campo de Antonio López, aos gritos de "Lembre-se de Alamo!" e "Lembre-se de Goliad!", só parando a poucos metros dos mexicanos e abriram fogo. Manuel N. Flores é creditado por ter tomado a iniciativa de a acusação contra o exército de Antonio López. José Maria Rodriguez afirma em seu livro, Memoirs of Early Texas, que durante a acusação, os texanos ateado fogo e caíram no chão esperando uma saraivada do campo mexicano, mas Flores permaneceu de pé e desafiou o Exército texano para "levantar-se" e avançar, pois "os homens de Antonio López estão em execução!" Thomas Rusk também galopou até os homens gritando: "Não parem ... dar-lhes o inferno!"
Os texianos alcançaram em completa surpresa. Um ataque ousado em plena luz do dia, seu sucesso pode ser atribuído, em boa parte, ao relaxamento da vigilância de Antonio López, devido ao número superior de forças que ele agora possuía. O exército de Antonio López consistiram principalmente de soldados profissionais, mas eles foram treinados para combater nas fileiras, a troca de saraivadas com seus adversários. Os mexicanos foram mal preparados e desarmados no momento do ataque repentino. A maioria estava dormindo com suas soldaderas (ou seja, esposas e soldados do sexo feminino), desgastados de construção de fortificações. Alguns estavam recolhendo lenha, e as cavalarias sem selas estavam andando para buscar água. Nem todos tinham conhecimento; Coronel Delgado estava preocupado com a frouxidão e General Manuel Fernández Castrillón, que no Alamo tentou salvar um pequeno grupo de defensores texanos, desesperadamente tentou montar uma resistência organizada, mas logo foi abatido e morto. Suas tropas fugiram em pânico, e da defesa de Antonio López rapidamente fui a colapso.
Centenas de soldados mexicanos desmoralizados e confusos foram encaminhados, com muitos sendo conduzidos nos pântanos ao longo do rio para se afogar. Os texanos perseguiram os inimigos fugitivos, Deaf Smith gritando "fazer prisioneiros como o Meskins fazer!", Em referência à queima de corpos após o Alamo e o assassinato em massa dos texianos em Goliad. Alguns das cavalarias mexicanas caíram no córrego inundado na Ponte de Vince, mas eles foram baleados enquanto lutavam na água. Houston tentou conter seus homens, mas foi ignorado. O general Juan Nepomuceno Almonte, comandou o que restava da resistência mexicana organizada, logo se rendeu formalmente seus 400 homens restantes para Rusk. O resto do exército outrora orgulhosa de Antonio López havia se desintegrado no caos. A partir do momento da primeira acusação, a batalha foi um massacre, "terrível de se ver", com a maioria das vítimas texanas chegando nos primeiros minutos de batalha da primeira saraivada mexicana.
Durante a curta mas furiosa luta, Houston foi baleado no tornozelo esquerdo, dois de seus cavalos foram mortos sob seus pés, e Antonio López fugiu. O combate em si durou 18 minutos, mas o abate dos mexicanos continuaram por "mais uma hora mais ou menos". A milícia texana tinha ganhado uma vitória impressionante, matando cerca de 700 soldados mexicanos, ferindo 208 e tendo 730 prisioneiros, incluindo Antonio López (os texanos não sabiam que eles haviam capturado Antonio López, até que um dos prisioneiros o chamou de El Presidente), enquanto os texanos tinham 9 mortos e 30 feridos.

## Consequência

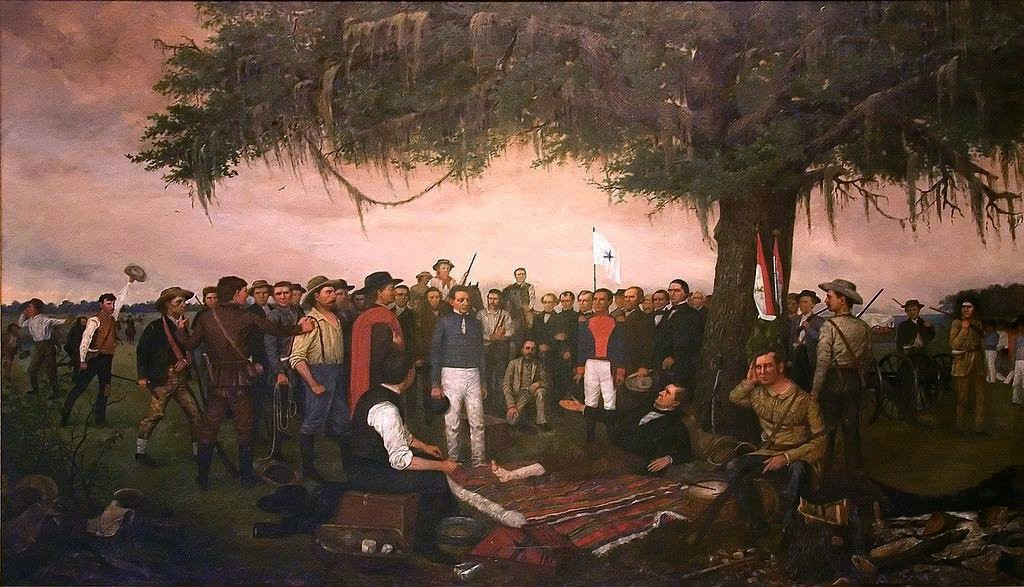
A rendição de Antonio López pintura de William Henry Huddle mostra o general mexicano Antonio López render-se a ao ferido Sam Houston. Esta cena foi recriada para os filmes The Alamo, Gone to Texas e James A. Michener's Texas.

Antonio López desapareceu durante a batalha e descoberta evadindo-se, derramando seu ornamentado uniforme para a de um soldado comum. A equipe de busca composta por James A. Sylvester, Washington H. Secrest, Sion R. Bostick, e Mr. Cole foi enviada na manhã seguinte. Quando cercado na grama alta e obrigado a se render, Antonio López foi inicialmente pensado que era um soldado comum. No entanto, quando outros presos o chamaram de El Presidente por, sua verdadeira identidade foi descoberta pelos texanos. Houston poupou sua vida, preferindo negociar o fim das hostilidades em geral e a retirada dos mexicanos restantes de Antonio López.
Em 14 de maio de 1836, Antonio López assinou o Tratado de Velasco, em que ele concordou em retirar suas tropas do solo texano e, em troca de salvo-conduto de volta ao México, há entrada e o reconhecimento da nova república. Havia dois tratados, um tratado privado e um tratado público. No ajuste direto, Antonio López se comprometeu a tentar convencer o México a reconhecer a independência do Texas, em troca de uma escolta de volta para o México. No entanto, a passagem segura nunca se materializou; Antonio López foi durante seis meses como prisioneiro de guerra (tempo durante o qual seu governo deserdou e qualquer acordo que ele poderia entrar em que ele sabia muito bem que iria acontecer) e, finalmente, levado para Washington, D.C. Lá, ele se reuniu com o presidente Andrew Jackson, antes de finalmente retornar em desgraça para o México no início de 1837. A República independente do Texas recebeu o reconhecimento diplomático dos Estados Unidos, França, Bélgica, Países Baixos, e República de Yucatán. Mesmo depois de a República havia se juntado os Estados Unidos em 1845, o México ainda manteve créditos sobre Texas até o Tratado de Guadalupe Hidalgo que terminou a Guerra Mexicano-Americana em 1848.

## Lenda
Foi relatado que, quando em campanha, Antonio López iria enviar assessores para reunir as mulheres mais bonitas para o seu prazer. Segundo a lenda, ele era "divertido" por uma mulata chamada Emily Morgan no momento da abertura da saraivada. A canção intitulada "The Yellow Rose of Texas" foi mais tarde escrito sobre o papel da suposta Emily Morgan na batalha. Nenhuma evidência principal da fonte corrobora essa história, no entanto, e agora é rejeitada por historiadores.

## Memorialização

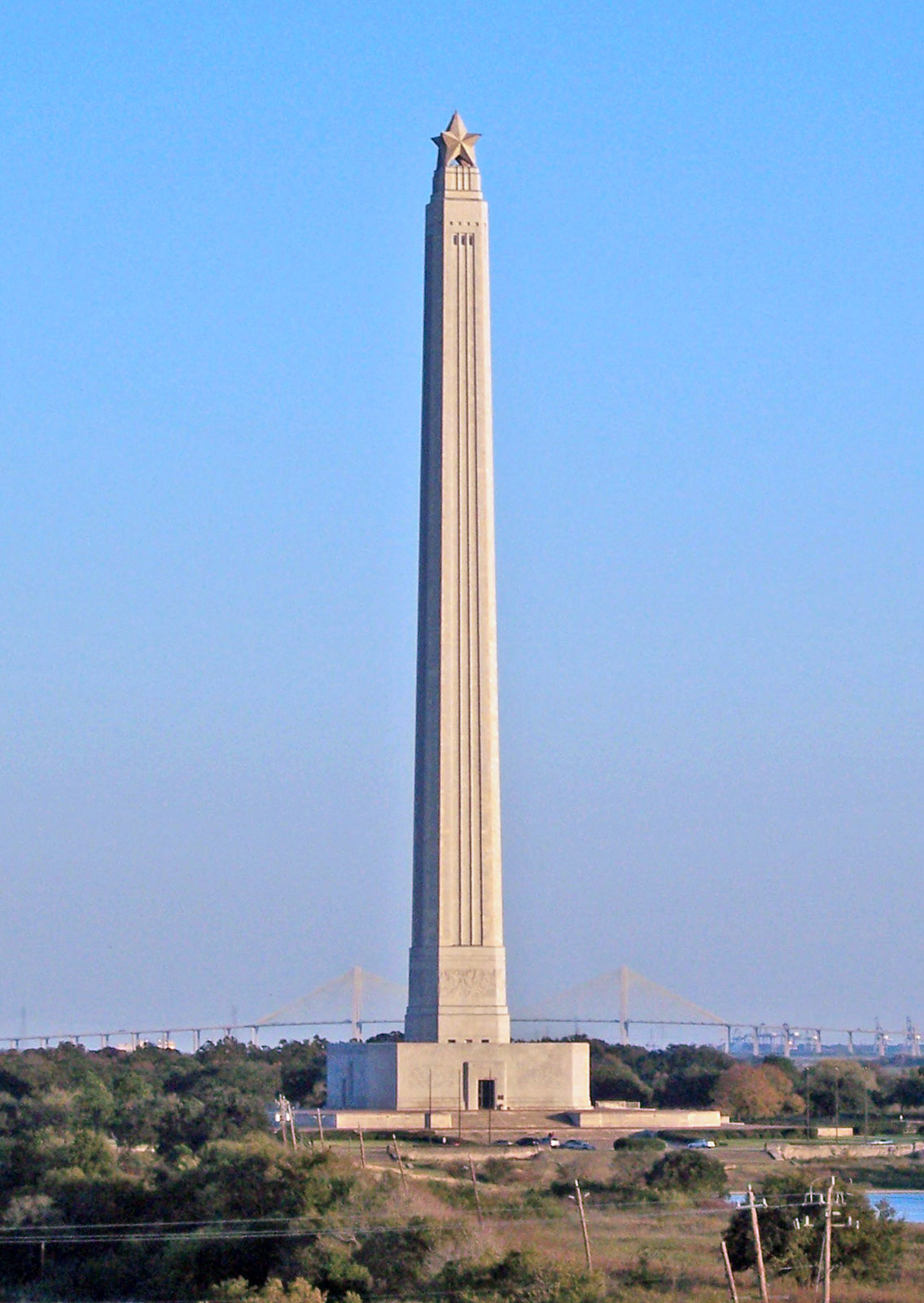
Monumento de San Jacinto.

Recriação histórica da batalha de San Jacinto.

Hoje, o San Jacinto Battleground State Historic Site homenageia a batalha que inclui o Monumento de San Jacinto, coluna memorial mais alta do mundo, 170 m. O parque está localizado em La Porte, a cerca de 40 km a sudeste do centro de Houston. O monumento contém uma inscrição, parte onde se lê:
"Medido por seus resultados, San Jacinto foi uma das batalhas decisivas do mundo. A liberdade do Texas do México ganhou aqui levou à anexação e à Guerra Mexicano-Americana, resultando na aquisição pelos Estados Unidos dos estados do Texas, Novo México, Arizona, Nevada, Califórnia, Utah e partes do Colorado, Wyoming, Kansas e Oklahoma. Quase um terço da área atual da nação americana, quase um milhão de quilômetros quadrados de território, mudou de soberania."
Tanto a Marinha do Texas e Marinha dos Estados Unidos encomendaram navios nomeados após a Batalha de San Jacinto: A Escuna texana de San Jacinto e três navios chamados USS San Jacinto.
Um festival anual de Dia de San Jacinto e a recriação histórica é realizada no mês de abril, no San Jacinto Battleground State Historic Site.
A celebração anual da festa em San Antonio com três grandes desfiles, banquetes, e inúmeros outros eventos, comemora a vitória de San Jacinto e independência do Texas.
Alfonso Steele, a quem um parque na estrada é dedicado no Condado de Limestone, é geralmente creditado como sendo o último sobrevivente texano restante da batalha. Ele morreu em 8 de julho de 1911.
Em setembro de 2001, Park Road 1836, conectando a estrada do campo de batalha (anteriormente Texas State Highway 134) para o San Jacinto Monument Grounds perto de Houston, foi rebatizado em homenagem a Juan Seguín e Interstate 610/Texas State Highway 225 intercâmbio no sudeste Houston foi nomeado para "Juan N. Seguín Memorial Interchange".
No século XX, o estado do Texas erigido vários monumentos e marcos históricos à beira do caminho para marcar o caminho e acampamentos de milícias de Houston enquanto marchava para San Jacinto.

## Outras leituras
- Davis, William C., Lone Star Rising: The Revolutionary Birth of the Texas Republic, Free Press (2004) ISBN 0-684-86510-6
- del la Teja, Jesus (1991), A Revolution Remembered: The Memoirs and Selected Correspondence of Juan N. Seguin, ISBN 0-938349-68-6, Austin, TX: State House Press
- Edmondson, J.R. (2000), The Alamo Story-From History to Current Conflicts, ISBN 1-55622-678-0, Plano, TX: Republic of Texas Press
- Fehrenbach, T.R. (2000), Lone Star: A History of Texas and Texans, ISBN 0-306-80942-7, Cambridge: Da Capo Press
- Hardin, Stephen L. (1994), Texian Iliad – A Military History of the Texas Revolution, ISBN 0-292-73086-1, Austin, TX: University of Texas Press, OCLC 29704011
- Maher, Ramona; Gammell, Stephen; Rohr, John A. (1974), The Glory Horse: A Story of the Battle of San Jacinto and Texas in 1836, ISBN 0-698-20294-5, Coward, McCann & Geoghegan
- Moore, Stephen L. (2004), Eighteen Minutes: The Battle of San Jacinto and the Texas Independence Campaign, ISBN 978-1-58907-009-7, Rowman & Littlefield
- Pohl, James W. (1989), The Battle of San Jacinto, ISBN 978-0-87611-084-3, Texas State Historical Association
- Rodriguez, José María (2010) [1913], Rodriguez Memoirs of Early Texas, ISBN 978-1-149-53168-6, Charleston, SC: Nabu Press
- Todish, Timothy J.; Todish, Terry; Spring, Ted (1998), Alamo Sourcebook, 1836: A Comprehensive Guide to the Battle of the Alamo and the Texas Revolution, ISBN 978-1-57168-152-2, Austin, TX: Eakin Press
- Tolbert, Frank X. (1969), The Day of San Jacinto, Jenkins Publishing Company